# Newhaven, Đông Sussex
Newhaven là một thị trấn thuộc huyện Lewes của Đông Sussex ở Anh. Thị xã này nằm ở cửa sông Ouse, bên bờ eo biển Anh và có bến phà nối với Pháp.
Dân số Newhaven là 11.144 người, trong đó có 59% ở độ tuổi lao động, 22% từ 15 tuổi trở xuống, 19% tuổi nghỉ hưu. Có hơn 360 doanh nghiệp ở thị xã này. Tỷ lệ thất nghiệp là 2,4%. Công trình nổi bật chính của thị xã là pháo đài Newhaven.
Thị trấn này từng là nơi tạm trú và làm việc của Hồ Chí Minh khi ông sống tại Anh. Năm 2013, thị trấn tạc tượng Hồ Chí Minh và đặt tại bảo tàng của thị trấn như là một sự vinh dự từng được tiếp đón một trong những nhà lãnh đạo vĩ đại nhất của thế giới.